# مهرداد ایروانیان
مهرداد ایروانیان (۱۳۳۶، شیراز) معمار ایرانی ساکن شیراز است. در سال ۱۳۸۰ موفق به کسب جایزه معماری ماربل (MAA) برای طراحی منظر دروازه قرآن (ورودی شمالی شیراز) شد. او همچنین در دو دوره کاندید دریافت جایزه آقاخان بوده‌است.
از ویژگی‌های معماری استاد ایروانیان، پرداختن به تمام ابعاد پروژه می‌باشد به صورتی که پروژه‌های برگ با جزئیات فوق‌العاده زیاد جزئی از شخصیت کارهای استاد ایروانیان گشته‌است.

## سرگذشت
ایروانیان به صورت اتفاقی و با آشنایی با چند دانشجوی معماری به تحصیل در معماری علاقه‌مند می‌شود. او دوره تحصیل خود را در دانشگاه یو سی ال می‌گذراند و بعد به شیراز بازگشته و تاکنون آنجا مانده‌است.